# Fischia il vento
Fischia il vento è una celebre canzone partigiana, il cui testo è stato scritto da Felice Cascione (nome di battaglia Megu), giovane poeta e medico neolaureato ligure, a Bologna, prima dell'8 settembre 1943. La melodia che fu poi utilizzata durante la Resistenza è quella della famosa canzone popolare sovietica Katjuša, composta nel 1938 da Matvej Blanter e Michail Isakovskij.
Fischia il vento era l'inno ufficiale delle Brigate Garibaldi.

## Storia
La canzone fu diffusa dopo l'8 settembre 1943 tra l'alta valle di Andora - Stellanello in località Passu du Beu alle spalle del Pizzo d'Evigno e successivamente sopra Curenna, nel Casone dei Crovi, nell'alta Valle di Albenga, dove era accampata la squadra partigiana comandata dal giovane medico ligure Felice Cascione. In quel momento non esistevano ancora canzoni partigiane e si cantavano quindi vecchi canti socialisti e comunisti: L'Internazionale, La guardia rossa, Bandiera rossa o la canzone di origine anarchica Addio Lugano Bella, trasformata in Addio Imperia Bella, Vieni o maggio (o Canzone del maggio), sull'aria del Nabucco. 
Alla squadra partigiana comandata da Felice Cascione si aggiunse Giacomo Sibilla, nome di battaglia Ivan, reduce dalla campagna di Russia, ove era incorporato nel 2º Reggimento Genio Pontieri. Nella regione del Don, Ivan aveva fatto conoscenza con prigionieri e ragazze russe, e da loro imparò la canzone Katjuša. Ivan la portò nella mente con sé in Italia, e al Passu du Beu ne abbozzò alcuni versi insieme a Vittorio Rubicone, Vittorio il Biondo. A questo punto intervenne il comandante Cascione. Con Silvano Alterisio, detto Vassili, e altri compagni vennero adattati sull'aria russa i versi scritti da Felice poco tempo prima, mentre si stava laureando nella Facoltà di Medicina dell'Università di Bologna. Di recente è stato ritrovato il casone nel comune di Stellanello dove u Megu ed i suoi compagni iniziarono la stesura del celebre testo. La composizione fu terminata al Casone dei Crovi, una località a breve distanza dal Monte Peso Grande occupata dai partigiani all'inizio dell'inverno del 1943.

### Esordio
La canzone fu cantata per la prima volta a Curenna, frazione di Vendone, nel Natale 1943, ma fu diffusa ufficialmente ad Alto, nella piazza di fronte alla chiesa, il giorno dell'Epifania 1944. Tre settimane dopo Felice Cascione fu ucciso in battaglia dai nazifascisti, e la sua squadra da quel momento portò il suo nome. Subito dopo, questo nucleo partigiano si ingrandì, e anche il ventenne Italo Calvino, abitante a Sanremo, si arruolò in quel gruppo, con nome di battaglia Santiago, dato che era nato a Cuba nel paesello avanero di Santiago de las Vegas. In seguito Fischia il vento divenne l'inno ufficiale delle Brigate Partigiane Garibaldi.
Nel testo originale il verso "eppur bisogna andar" era in realtà, "eppur bisogna ardir", come documentato nel libro di Giorgio Pagano, dal titolo ripreso dal verso originale.

## Successo e importanza
Il professore Francesco Biga, direttore scientifico dell'Istituto Storico della Resistenza e dell'Età Contemporanea della Provincia di Imperia, ha scritto due testi dedicati a Felice Cascione e sulla sua canzone. Si parla di ciò anche nel II volume della Storia della Resistenza Imperiese 1ª Zona Liguria scritto da Carlo Rubaudo, il cui capitolo 9 viene riservato alle canzoni partigiane della zona.
Fischia il vento, oltre a essere l'inno ufficiale di tutte le Brigate Partigiane Garibaldi, viene indicata dallo storico Roberto Battaglia nella Storia della Resistenza come la canzone più nota e più importante nella lotta italiana di Liberazione.

## Testo
Il testo del brano presenta alcune varianti. Di seguito la versione più diffusa:
scarpe rotte e pur bisogna andar

a conquistare la rossa primavera

dove sorge il sol dell'avvenir.

A conquistare la rossa primavera

dove sorge il sol dell'avvenir.

Ogni contrada è patria del ribelle,

ogni donna a lui dona un sospir,

nella notte lo guidano le stelle,

forte il cuor e il braccio nel colpir.

Nella notte lo guidano le stelle

forte il cuore e il braccio nel colpir.
Se ci coglie la crudele morte,

dura vendetta verrà dal partigian;

ormai sicura è già la dura sorte

del fascista vile e traditor.

Ormai sicura è già la dura sorte

del fascista vile traditor.
Cessa il vento, calma è la bufera,

torna a casa il fiero partigian,

sventolando la rossa sua bandiera;

vittoriosi, al fin liberi siam!

Sventolando la rossa sua bandiera,

vittoriosi al fin liberi siam!»

## Incisioni
- 1965 - Milva in Canti della libertà (Cetra – LPB 35027)
- 1965 - I Gufi in I Gufi cantano due secoli di Resistenza (Columbia – QPX 8093)
- 1974 - Duo di Piadena in Il vento fischia ancora (Cetra – LPP 240)
- 1976 - Maria Carta in Vi canto una storia assai vera (RCA Italiana - TNL1 3502)
- 1993 - Modena City Ramblers in Combat Folk (MCR 001)
- 1995 - Skiantos nella compilation Materiale resistente 1945 - 1995 (Consorzio Produttori Indipendenti – 300 008-4)
- 2001 - Enrico Capuano  nella compilation  Avanti popolo   Blond Records/ PDCI
- 2003 - Banda Bassotti in Así es mi vida (Gridalo Forte Records – GFR 053)
- 2004 - Skiantos in Rarities (Latlantide – LAT 08)
- 2011 - Gang in La rossa primavera (Latlantide – LAT 092)
- 2015 - Modena City Ramblers in Tracce clandestine (Modena City Records – 4724903)
- 2018 - Marc Ribot in Songs of Resistance 1942-2018 riadattamento con testo in inglese con il titolo The Militant Ecologist (ANTI- Records – 7604-1), pubblicato negli Stati Uniti d'America, Europa e Russia
- 2020 - Izi (con IDK) nell'album Riot, riadatta il ritornello nel brano Al Pacino (Island Records – 0602435326276)

## Cinema
- La canzone, in versione quasi completa, è eseguita nel film di Marco Bellocchio Buongiorno, notte, cantata da alcuni attori che interpretano degli ex partigiani ormai anziani, riuniti per celebrare l'anniversario della morte di un caro famigliare.